# Shadow Warriors – Rache um jeden Preis
Shadow Warriors – Rache um jeden Preis (DVD-Titel Shadow Warriors I – Attack on Devil’s Island, Originaltitel Shadow Warriors: Assault On Devil's Island) ist ein US-amerikanischer Actionfilm aus dem Jahr 1997 mit Hulk Hogan, Carl Weathers und Shannon Tweed in den Hauptrollen. Regie führte Jon Cassar. Der Fernsehfilm wurde in den USA mit Shadow Warriors: Assault on Death Mountain (Alternativtitel: Shadow Warriors II: Hunt for the Death Merchant, DVD-Titel: Shadow Warriors II – Rache um jeden Preis), wofür wieder die Hauptdarsteller des ersten Teils verpflichtet wurden, 1999 fortgesetzt. Die DVD-Titel erschienen in Deutschland 2010, der zweite Teil blieb ohne deutsche Fernsehausstrahlung.

## Handlung
Eine militärische Spezialeinheit unter der Führung von Mike McBride und Roy Brown greift das Anwesen des Drogenbarons Carlos Gallindo an, der gerade einen Drogendeal mit einer mysteriösen blonden Frau abschließen will. Während des Angriffs wird McBride von Frake, einem australischen Agenten, der die Mission als UN-Beobachter begleiten sollte, verraten, da dieser heimlich die Seiten wechselte, nachdem Gallindo ihm ein Bestechungsgeld von zwei Millionen Dollar versprochen hat.
Einer von Mike McBrides Leuten wird getötet, doch die anderen können durch die Hilfe der Frau fliehen. Gallindo folgt ihnen und wird dadurch gefangen genommen. Sie nutzen dessen Tauchausrüstung und Unterwassergleiter um zu entkommen. Nachdem sie einen Haiangriff abgewehrt haben, der einen weiteren Mann das Leben kostet, rufen sie ein U-Boot der US Navy mit ihrem Vorgesetzten Andy Powers an Bord. Die Frau entpuppt sich als verdeckte DEA-Agentin namens Hunter Wiley. Sie beschwert sich nun, dass ihre monatelange Ermittlungsarbeit durch den gewaltsamen Einsatz zunichtegemacht wurde. McBride besteht darauf die Leiche seines getöteten Kameraden, die er auf der Insel zurücklassen musste, zu holen. Da Powers ihm dies verweigert kündigt McBride seinen Dienst und will auf eigene Faust arbeiten. Hunter Wiley schließt sich ihm an, weil sie ihre Diamanten auf der Insel lassen musste. Etwas widerwillig schließt sich auch Roy Brown den beiden an.
Während der Haft setzt Gallindo seinen Anwalt unter Druck, Fraker eine Nachricht zu übermitteln. Er teilt ihm mit, dass er ihn aus dem Gefängnis holen müsse, wenn er das Geld und die Diamanten sehen wolle, die ihm für seine früheren Dienste zustehen. Um Gallindo zu befreien, organisiert Fraker die Entführung eines Charterflugzeugs, das ein amerikanisches All-American-Gymnasticteam auf die Bahamas bringen soll und fordert so die Freilassung seines Chefs.
Noch während sich die drei auf ihren geplanten Einsatz vorbereiten werden sie präventiv von Fraker und seinem Kampfsportler Creagan angegriffen. Nach geglückter Abwehr werden sie von Andy Powers kontaktiert, der sie über die Entführung informiert und bittet, eine Befreiung zu versuchen. Die Geiseln wurden auf eine Inselfestung namens Devil's Island gebracht, die nur auf dem Unterwasserweg unbemerkt erreichbar ist. Zeitgleich werden aber auch die Forderungen der Freilassung Gallindos erfüllt, um die Geiselnehmer zu täuschen. Powers bringt den Mann persönlich in einem Flugzeug zur Insel. Während er Fraker so vom Geschehen auf der Insel ablenkt, können McBride und seine Leute, die inzwischen auf der Inselfestung eingetroffen sind, ihren Angriff starten. Dabei werden sie von Powers unterstützt, der auf der Insel landen musste. Nachdem die meisten Gegner ausgeschaltet wurden, nutzten Fraker und Gallindo das Flugzeug um zu fliehen. McBride folgt ihnen und kann sie aufhalten. Im Zweikampf stößt er Fraker ins Meer, wo er von den Haien getötet wird.
Nach der erfolgreichen Befreiung der Sportler beschließt die Gruppe zukünftig gemeinsam weitere Spezialaufträge anzunehmen.

## Rezeption
Die Kritiken zum Film sind gemischt. Während er für Fans von Hulk Hogan und Actionfilmen möglicherweise unterhaltsam ist, wird er von anderen als dilettantisch inszeniert und voller gedankenloser Gewalt kritisiert. Das Lexikon des  internationalen Films nannte den Film „ein harm- und hirnloses Actionspektakel, in dem sich alles andere Beiwerk als unnötiger Zierrat ausnimmt.“ Der Film wird als Agentenabenteuer beschrieben, das internationale Settings als austauschbaren Hintergrund für brutale Aktionen nutzt. Es wird auch darauf hingewiesen, dass die Action im Film nicht übermäßig hart oder brutal ist, was einige Zuschauer überraschen könnte. Die Fernsehzeitschrift TV Spielfilm schrieb: „Supertruppe […] soll US-Olympioniken aus den Klauen von Drogengangstern befreien. – Zum Brüllen.“